# 清宮理
清宮 理（きよみや おさむ、1948年2月14日 - ）は、日本の土木工学者、技官。早稲田大学名誉教授。工学博士、土木学会認定特別上級土木技術者（鋼・コンクリート）。

## 人物・経歴
1973年東京工業大学大学院土木工学専攻修士課程修了、運輸省入省、運輸省港湾局第二港湾建設局。1974年運輸省港湾技術研究所構造部。1978年運輸省港湾技術研究所構造部構造解析主任研究官。1980年カリフォルニア州立大学留学（総理府技官）。1982年運輸省港湾技術研究所構造部沈埋構造研究室長。1984年工学博士。1988年運輸省港湾技術研究所構造部構造強度研究室長。1997年早稲田大学理工学部土木工学科教授。2016年ジェコス取締役。2018年早稲田大学名誉教授、沿岸技術研究センター参与。2019年防衛省沖縄防衛局普天間飛行場代替施設建設事業に係る技術検討会委員長。国土交通省港湾における洋上風力発電施設検討委員会る設計技術ワーキンググループ座長、国際臨海開発研究センター技術基準海外展開検討委員会委員長等も務めた。

## 著書
- 『沈埋トンネルの設計と施工』技報堂出版] 2002年
- 『構造設計概論』技報堂出版 2003年
- 『港湾グラウンドアンカー : グラウンドアンカーの港湾への適用に関する技術開発資料』日本アンカー協会 2017年

## 受賞
- 日本コンクリート工学協会論文賞 1991年[7]
- 土木学会技術開発賞 1992年[7]
- 土木学会吉田賞 1992年[7]
- 日本港湾協会技術賞 1993年[7]
- 土木学会技術開発賞 2005年[7]
- 国土交通大臣賞 2010年[7]
- 国土交通大臣賞 2011年[7]
- ベトナム文部教育省表彰 教育功績賞 2013年[7]
- 全国土木施工管理技術士会連合会功績賞 2015年[7]